# Woodham Ferrers
Woodham Ferrers – wieś w Anglii, w hrabstwie Essex, w dystrykcie Chelmsford. Leży 11 km na południowy wschód od miasta Chelmsford i 54 km na wschód od Londynu, koło miasta South Woodham Ferrers. Woodham Ferrers jest wspomniana w Domesday Book (1086) jako Udeham.